# Подгорновское (сельское поселение, Удмуртия)
Подгорновское — упразднённое муниципальное образование со статусом сельского поселения в Киясовском районе Удмуртии Российской Федерации.
Административный центр — посёлок Подгорное.
Законом Удмуртской Республики от 29.04.2021 № 36-РЗ упразднено в связи с преобразованием муниципального района в муниципальный округ.

## История
Статус и границы сельского поселения установлены Законом Удмуртской Республики от 17 декабря 2004 года № 86-РЗ «Об установлении границ муниципальных образований и наделении соответствующим статусом муниципальных образований на территории Киясовского района Удмуртской Республики»

## Население
| 2010  | 2012  | 2013  | 2014  | 2015  | 2016  | 2017  |
| ----- | ----- | ----- | ----- | ----- | ----- | ----- |
| 2195  | ↗2228 | ↘2220 | ↘2185 | ↘2123 | ↘2087 | ↘2054 |
| 2018  | 2019  | 2020  |       |       |       |       |
| ↘2026 | ↘1980 | ↘1958 |       |       |       |       |

## Состав сельского поселения
| № | Населённый пункт | Тип населённого пункта          | Население |
| - | ---------------- | ------------------------------- | --------- |
| 1 | Атабаево         | деревня                         | ↗457      |
| 2 | Данилово         | село                            | ↗95       |
| 3 | Подгорное        | посёлок, административный центр | ↗1641     |
| 4 | Пушин Мыс        | деревня                         | ↘5        |
| 5 | Тимеево          | село                            | ↗1        |
| 6 | Троеглазово      | посёлок                         | ↘29       |